# Kristanna Loken
Kristanna Loken (o Løken) (Ghent, 8 d'octubre de 1979) és una actriu, productora de cinema i model estatunidenca.

## Biografia
Kristanna Loken és filla de Rande Porath, model i Merlin Loken, escriptor de novel·les curtes i de guions cinematogràfics. Els seus avis d'origen noruec van immigrar a l'Estat de Wisconsin.
Comença una carrera de model amb quinze anys. És encoratjada per la seva mare, que va aturar la seva carrera per educar la seva filla quan va néixer. Després haver-se convertit en top-model gràcies a un contacte amb l'agència Elite, actua en algunes sèries de televisió com Lois i Clark, Sliders: Els mons paral·lels, així com a diversos films, entre els quals Terminator 3, on fa el paper de la T-X vinguda del futur per eliminar el futur cap dels humans.
El 2004, té l'un dels papers principals al telefilm estatunidenco-britànico-alemany-italià, Die Nibelungen. El 2006, protagonitza el film BloodRayne i fa una aparició al film  In the Name of the King: A Dungeon Siege Tale El 2007, va actuar en deu episodis de la sèrie The L Word a continuació va interpretar el paper del títol a la sèrie de televisió Painkiller Jane, aturada al cap d'una temporada.
Kristanna es decanta cada cop més cap a la producció.
El 2014, és al film d'acció Mercenaries, al costat de Brigitte Nielsen, Vivica A. Fox, Cynthia Rothrock i Zoë Bell.

### Vida privada
Afirma en una entrevista a la revista Curve desevela la seva bisexualitat i hi diu que algunes de les seves relacions amb dones havien estat millors que amb homes. Loken havia posat en relleu la seva bisexualitat quan va abraçar la cantant americana P!nk en la cerimònia dels premis World Music a Montecarlo. El novembre de 2006, les revistes lesbianes The Advocate i LGBT van afirmar que l'actriu vivia un idil·li amb l'actriu Michelle Rodriguez, que va actuar amb ella al film BloodRayne. Preguntada l'abril de 2007 sobre la seva relació, Kristinna Loken respon: «Som grans amigues. Restarà sempre com una gran amiga, a prop meu. L'estimaré sempre, la Michelle»
Abans del seu paper al film Terminator 3, es va entrenar en el mètode de combat Krav-maga. El 2017 es va casar amb Noah Danby (parella a Painkiller Jane). Es van casar el 10 de maig de 2008 de maig de 2017.
En una entrevista a AfterEllen.com, Loken es confia per primera vegada sobre la seva separació amb el seu marit Noah Danby i sobre el nou amor de la seva vida. Confia: « […] he decidit acabar la meva relació amb Noah i estic en parella amb una dona fa set últims mesos […] »

## Filmografia

### Cinema
- 2000: Gangland d'Art Camacho: Angie
- 2001: Academy Boyz de Dennis Cooper: Linda Baker
- 2001: Aire Panic de Bob Misiorowski: Josie
- 2003: Terminator 3: La rebel·lió de les màquines de Jonathan Mostow: la T-X
- 2006: BloodRayne d' Uwe Boll: Rayne
- 2007: In the Name of the King: A Dungeon Siege Tale d' Uwe Boll: Elora
- 2007: Night Train de Andrzej Sekula
- 2009: Darfur d' Uwe Boll: Malin Lausberg
- 2010: Naked Before the World de Martin Gooch: Diane
- 2011: S.W.A.T.: Firefight de Benny Boom: Rosa Walker
- 2011: The Legend of Awesomest Maximus de Jeff Kanew: Venalia
- 2013: Bounty Killer de Henry Sana: Catherine
- 2013: Dark Power de John Milton Branton: Mila Driver
- 2013: Fighting for Freedom de Farhad Mann: Karen
- 2014: Black Rose d'Alexander Nevsky: Emily Smith
- 2014: Hunting the Phantom de Marina Kunarova: Rush
- 2014: Mercenaries de Christopher Ray: Kat Morgan

### Televisió

#### Telefilms
- 2004: Die Nibelungen (Ring of the Nibelungs) d'Uli Edel: Brunhild
- 2010: Ties That Bind de Frédéric D'Amours: Hope Webster

#### Sèries de televisió
- 1994: As the World Turns: Danielle « Dani » Andropoulos #3 (1994)
- 1995: Law and Order: Sonya Dubrow (temporada 6, episodi 16)
- 1996: Aliens in the Family: Tiffany Kindall
- 1997: Loïs i Clark: Penny Barnes (temporada 4, episodi 16)
- 1997: Star Trek: Voyager: Malia (temporada 3, episodi 20)
- 1997: Vet aquí !: Kristanna (temporada 1, episodi 5)
- 1996-1997: Unhappily Ever After: Sable O'Brien (9 episodis)
- 1996-1998: Incorrigible Cory: Jennifer Bassett (2 episodis)
- 1997-1998: Pensacola: Janine Kelly (22 episodis)
- 1999: Sliders: Catherine Clark (temporada 4, episodi 22)
- 1998: Mortal Kombat, Konquest i Mortal Kombat: Conquest: Taja (22 episodis)
- 2001: Philly: Lisa Walensky (8 episodis)
- 2007-2008: The L Word - temporada 4: Paige Sobel (10 episodis)
- 2007: Painkiller Jane: Jane Vasco (22 episodis)
- 2011-2012: Burn Notice: Rebecca Lang (4 episodis)
- 2012: Key and Peele: Red Falcon (temporada 2, episodi 9)
- 2014: Bump and Grind: Jules (temporada 1, episodi 1)
- 2015: Girl Meets World: Jennifer Bassett Minkus (temporada 2, episodi 15)